# Tour der schottischen Rugby-Union-Nationalmannschaft nach Neuseeland 1975
| Tour der Schotten nach Neuseeland 1975 | Tour der Schotten nach Neuseeland 1975 | Tour der Schotten nach Neuseeland 1975 | Tour der Schotten nach Neuseeland 1975 | Tour der Schotten nach Neuseeland 1975 |
| Übersicht                              | S                                      | G                                      | U                                      | N                                      |
| -------------------------------------- | -------------------------------------- | -------------------------------------- | -------------------------------------- | -------------------------------------- |
| Test Matches                           | 1                                      | 0                                      | 0                                      | 1                                      |
| Sonstige Spiele                        | 6                                      | 4                                      | 0                                      | 2                                      |
| Gesamt                                 | 7                                      | 4                                      | 0                                      | 3                                      |
|                                        |                                        |                                        |                                        |                                        |
| Neuseeland                             | 1                                      | 0                                      | 0                                      | 1                                      |

Die Tour der schottischen Rugby-Union-Nationalmannschaft nach Neuseeland 1975 umfasste eine Reihe von Freundschaftsspielen der schottischen Rugby-Union-Nationalmannschaft. Sie reiste im Mai und Juni 1975 durch Neuseeland, wobei sie während dieser Zeit sieben Spiele bestritt. Darunter war ein Test Match gegen die neuseeländische Nationalmannschaft, das mit einer Niederlage endete. Hinzu kamen sechs weitere Spiele gegen regionale Auswahlteams, bei denen vier Siege und zwei Niederlagen resultierten.

## Spielplan
- Hintergrundfarbe grün = Sieg
- Hintergrundfarbe rot = Niederlage

(Test Matches sind grau unterlegt; Ergebnisse aus der Sicht Schottlands)
| # | Datum         | Gegner                          | Ort          | Stadion        | Ergebnis |
| - | ------------- | ------------------------------- | ------------ | -------------- | -------- |
| 1 | 24. Mai 1975  | Nelson Bays Rugby Union         | Nelson       | Trafalgar Park | 51:6     |
| 2 | 27. Mai 1975  | Otago Rugby Football Union      | Dunedin      | Carisbrook     | 15:19    |
| 3 | 31. Mai 1975  | Canterbury Rugby Football Union | Christchurch | Lancaster Park | 9:20     |
| 4 | 04. Juni 1975 | Hawke’s Bay Rugby Union         | Napier       | McLean Park    | 30:0     |
| 5 | 07. Juni 1975 | Wellington Rugby Football Union | Wellington   | Athletic Park  | 36:25    |
| 6 | 10. Juni 1975 | Bay of Plenty Rugby Union       | Rotorua      | Rugby Park     | 16:10    |
| 7 | 14. Juni 1975 | Neuseeland                      | Auckland     | Eden Park      | 0:24     |

## Test Match
| 14. Juni 1975 | Neuseeland                                                       | 24 : 0        | Schottland | Eden Park, Auckland Zuschauer: 45.000 Schiedsrichter: Peter McDavitt (Neuseeland) |
| 14. Juni 1975 | Versuche: Macdonald Robertson Williams (2) Erhöhungen: Karam (4) | (6:0) Bericht |            | Eden Park, Auckland Zuschauer: 45.000 Schiedsrichter: Peter McDavitt (Neuseeland) |

Aufstellungen:
- Neuseeland: Grant Batty, Billy Bush, John Callesen, Sid Going, Lyndon Jaffray, Joe Karam, Ian Kirkpatrick, Andy Leslie , Hamish Macdonald, Tane Norton, Bill Osborne, Duncan Robertson, Ken Stewart, Kerry Tanner, Bryan Williams
- Schottland: Ian Barnes, Graham Birkett, Sandy Carmichael, Lewis Dick, Colin Fisher, Bruce Hay, Andy Irvine, Wilson Lauder, David Leslie, Ian McGeechan, Alastair McHarg, Ian McLauchlan , Dougie Morgan, Jim Renwick, Bill Watson 
 Auswechselspieler: Billy Steele